# Odette de Barros Mott
Odette de Barros Mott (Igarapava, 24 de maio de 1913 – São Paulo, 21 de maio de 1998) foi uma proeminente escritora brasileira de ficção juvenil e infantojuvenil. Com mais de um milhão de exemplares vendidos e mais de sessenta títulos publicados, Odette foi uma das precursoras da literatura infantojuvenil no Brasil.

## Biografia
Nascida em Igarapava, no interior de São Paulo, em 1913, Odette mudou-se para a capital paulista ainda pequena. Seu pai, Carlos Rodrigues de Barros, autodidata e poliglota, foi quem despertou o gosto pela leitura. Formada no Curso Normal pelo Instituto de Educação Caetano de Campos, em São Paulo, trabalhou como professora primária no Colégio de Santana. Aos 22 anos, em 1935, publicou Tranquilidade, livro de poemas, prefaciado por Correa Junior. Casou-se, aos 24 anos, com o italiano naturalizado brasileiro Leo Mott, tendo oito filhos, entre eles a historiadora e feminista Maria Lucia de Barros Mott, a psicóloga social Fúlvia Rosemberg e o antropólogo Luiz Mott. Desde muito cedo habituou os filhos com o gosto pela leitura e quando eles ainda eram pequenos começou a publicar histórias infantis pela Editora do Brasil, Vozes, Melhoramentos e Paulinas.
Aventura no País das Nuvens, editado em 1949 pela Editora do Brasil, foi o primeiro livro infantil.  Depois vieram Aventura do Escoteiro Bila (1964) e A Montanha Partida (1965), primeiros títulos voltados para o público adolescente, que foram lidos por seus filhos e depois pelos amigos. Quando finalmente publicados, eles agradaram à crítica e ao público. Os mais reeditados são O Filho do Bandeirante e Justino, o retirante.
Em 1969, Odette publicou O Mistério do Escudo de Ouro e visitou colégios para conversar com alunos e professores em eventos literários, que começaram a perguntar o que ela achava sobre diversos temas como drogas, sexo e relacionamentos. Odette começou a ponderar sobre tais temas e se propôs a criar obras que dessem margem a essas discussões, que provocassem diálogo e abrissem novos horizontes.
| “ | O homem de amanhã não deve ser apenas mais um número na massa, pois da sua metamorfose individual vai depender, em grande parte, a nova face deste planeta. | ” |

Odette chegou ao marco de um milhão de exemplares publicados apenas pela pela editora Brasiliense, em 1981. Ela se correspondia frequentemente com alunos e leitores, que mandavam as mais variadas perguntas para a autora, a quem viam como confidente, professora e, até mesmo, como uma segunda mãe. Vários de seus livros foram traduzidos em outras línguas e em escrita Braille para deficientes visuais. Recebeu o mais importante prêmio de literatura infantojuvenil, o Hans Christian Andersen. Três bibliotecas no estado de São Paulo têm o nome de Odette de Barros Mott.

## Morte
Odette produziu por muitos anos, até bem perto de sua morte. Faleceu na madrugada de 21 de maio de 1998, no Hospital São Camilo, na capital paulista, aos 84 anos. Seu corpo foi cremado no Crematório da Vila Alpina.

## Obras
| Nº | Título                                                                   | Ano         | gênero                     | Coleção                                                              | Editora           | nº de páginas |
| -- | ------------------------------------------------------------------------ | ----------- | -------------------------- | -------------------------------------------------------------------- | ----------------- | ------------- |
| 01 | A 8ª Série C                                                             | 1976 - 1995 | para o público adolescente | Jovens do mundo todo                                                 | Brasiliense/Atual | 148           |
| 02 | A bruxinha sem nome e, O cuco do relógio                                 | 1989        | infantil                   |                                                                      | Vozes             | 31            |
| 03 | A caminho do Sul                                                         | 1981        | para o público adolescente | Jovens do mundo todo                                                 | Brasiliense       | 106           |
| 04 | A casa na colina                                                         | 1958        | para o público adolescente |                                                                      | Brasil            | 90            |
| 05 | A estória dos dois peruzinhos                                            | 1983        | para o público adolescente |                                                                      | Paulinas          | 100           |
| 06 | A grande ilusão ou A Transa-Amazônica                                    | 1981        | para o público adolescente | Jovens do mundo todo                                                 | Brasiliense       | 164           |
| 07 | A história contou                                                        | 1988        | infantil                   | Akpalo alo                                                           | Brasil            | 22            |
| 08 | A Montanha Partida: : o mistério da expedição)                           | (1965)      | para o público adolescente | Jovens do mundo todo                                                 | Brasiliense/Atual | 124           |
| 09 | A revolta dos números                                                    | 2002        | infantil                   | Dente de leite                                                       | Paulinas          | 23            |
| 10 | A rosa dos ventos                                                        | 1981        | para o público adolescente | Jovens do mundo todo                                                 | Brasiliense       | 111           |
| 11 | A terceira gaveta                                                        | 1986        | para o público adolescente |                                                                      | Atual             | 62            |
| 12 | A travessia                                                              | 1987        |                            |                                                                      | Atual             | 66            |
| 13 | Aconteceu ontem                                                          | 1987        | sobre a escravidão         |                                                                      | Atual             | 105           |
| 14 | Agora, quem conta os patinhos                                            | 1987        | infantil                   | Fazendo histórias                                                    | Paulinas          | 24            |
| 15 | Ainda temos o amanhã                                                     | 1998        | Rosa dos tempos            |                                                                      | Rosa dos tempos   | 126           |
| 16 | Amanhã, na praia                                                         | 1997        | para o público adolescente | Adolescer                                                            | Lê                | 160           |
| 17 | As empregadas                                                            | 1981        | para o público adolescente | Jovens do mundo todo                                                 | Brasiliense       | 89            |
| 18 | Às margens do Araguaia                                                   | 1988        | para o público adolescente | Viagem da leitura                                                    | Marco Zero        | 63            |
| 19 | Atrás do pirata Papa-tudo                                                | 1986        | para o público adolescente | Segundas histórias                                                   | FTD               | 47            |
| 20 | Aventura do Escoteiro Bila                                               | 1964        | para o público adolescente | Jovens do mundo todo                                                 | Brasiliense       | 84            |
| 21 | Aventura no País das Nuvens                                              | 1949        | infantil                   |                                                                      | do Brasil         | 43            |
| 22 | Aventuras do Peixinho Vermelho e Gota D'Água                             | sem data    | infantil                   |                                                                      | do Brasil         | 44            |
| 23 | A travessia                                                              | 1987        | para o público adolescente |                                                                      | Atual             | 68            |
| 24 | Caminhos                                                                 | 1983        | para o público adolescente | Jovens do mundo todo                                                 | Brasiliense       | 77            |
| 25 | Como a carijó aprendeu a cantar                                          | 1988        | infantil                   | Fazendo história                                                     | Paulinas          | 20            |
| 26 | De onde eu vim                                                           | 1985        | para o público adolescente | Liberdade ação                                                       | do Brasil         | 47            |
| 27 | Decisão de amor                                                          | 1990        | para o público adolescente | Arco-íris                                                            | Paulinas          | 175           |
| 28 | Dona Baratinha e João Ratão                                              | 1986        | infantil                   |                                                                      | Editar            | 32            |
| 29 | E agora?                                                                 | 1977        | para o público adolescente | Jovens do mundo todo                                                 | Brasiliense       | 114           |
| 30 | Esta terra é nossa                                                       | 1982        | para o público adolescente | Jovens do mundo todo                                                 | Brasiliense       | 120           |
| 31 | Eu e minha família                                                       | 1993        | para o público adolescente | Adolescer                                                            | Lê                | 127           |
| 32 | Férias do orfanato                                                       | 1986        | para o público adolescente | Akpalo                                                               | do Brasil         | 71            |
| 33 | Justino, o retirante                                                     | 1972        | para o público adolescente | Jovens do mundo todo                                                 | Brasiliense       | 96            |
| 34 | Marco e os índios do Araguaia                                            | 1988        | para o público adolescente | Jovens do mundo todo                                                 | Brasiliense       | 108           |
| 35 | Marzão                                                                   | 1984        | para o público adolescente | Jovens do mundo todo                                                 | Brasiliense       |               |
| 36 | Melhor mesmo e ser leonesa                                               | 1986        | infantil                   |                                                                      | Melhoramentos     | 16            |
| 37 | Minha vida de criança                                                    | 1994        | para o público adolescente | Transalivre                                                          | Lê                | 159           |
| 38 | Minha vó tem um leão : eu tenho um jacaré e meu primo André, um elefante | 1988        | infantil                   | Série pique                                                          | Ática             | 32            |
| 39 | Mistério? Misterioso amor                                                | 1981        | para o público adolescente | Jovens do mundo todo                                                 | Brasiliense       | 96            |
| 40 | No beco do sabão                                                         | 1985        | para o público adolescente |                                                                      | Atual             | 67            |
| 41 | No roteiro da coragem                                                    | 1972        | para o público adolescente |                                                                      | do Brasil         | 174           |
| 42 | Nosso clube                                                              | 1985        | para o público adolescente | Jovens do mundo todo                                                 | Brasiliense       | 74            |
| 43 | O caso da boneca                                                         |             | para o público adolescente | Jovens do mundo todo                                                 | Brasiliense       |               |
| 44 | O caso da ilha                                                           | 1980        | para o público adolescente | Jovens do mundo todo                                                 | Brasiliense       | 66            |
| 45 | O chamado do meu povo                                                    | 1989        | para o público adolescente | Veredas                                                              | Moderna           | 103           |
| 46 | O Clube dos Bacanas                                                      | 1981        | para o público adolescente | Jovens do mundo todo                                                 | Brasiliense       | 89            |
| 47 | O dia mais lindo                                                         | 1984        | infantil                   | Algodão doce                                                         | 15                |               |
| 48 | O filho do bandeirante                                                   | 1980        | para o público adolescente | Jovens do mundo todo                                                 | Brasiliense       | 52            |
| 49 | O filme na barriga do panda                                              | 1982        | para o público adolescente | Jovens do mundo todo                                                 | Brasiliense       | 94            |
| 50 | O Instituto de Beleza Eliza                                              | 1986        | para o público adolescente | Atual                                                                | 67                |               |
| 51 | O mercador de sonhos                                                     | 1991        | para o público adolescente | Veredas                                                              | Moderna           | 80            |
| 52 | O mistério da boneca                                                     | 1981        | para o público adolescente | Jovens do mundo todo                                                 | Brasiliense       | 60            |
| 53 | O mistério do botão negro                                                | 1981        | para o público adolescente | Jovens do mundo todo                                                 | Brasiliense       | 120 120       |
| 54 | O Mistério do Escudo de Ouro                                             | 1969        | para o público adolescente | Jovens do mundo todo                                                 | Brasiliense       | 119           |
| 55 | O mocinho, a mocinha e o vento bandido                                   | 2006        | infantil                   | Lazúli                                                               | Nacional          | 41            |
| 56 | O muiraquitã                                                             | 1983        | para o público adolescente | Jovens do mundo todo                                                 | Brasiliense       | 69            |
| 57 | O primeiro sorriso de Jesus                                              | 1983        | infantil                   |                                                                      | Paulinas          | 20            |
| 58 | O ratinho e o queijo lua                                                 | 1994        | infantil                   | Varinha mágica                                                       | Vozes             | 15            |
| 59 | O roubo dos peixinhos                                                    | 1991        | para o público adolescente | Teatro na escola                                                     | Letras & letras   | 31            |
| 60 | O segredo de Lenita                                                      | 1978        | infantil                   | Biblioteca Pioneira de literatura infantil e juvenil. Série infantil | Livraria Pioneira | 40            |
| 61 | Os coelhinhos detetives                                                  | 1978        | infantil                   | Série patinho amarelo                                                | Melhoramentos     | 32            |
| 62 | Os dois lados da moeda                                                   | 1981        | para o público adolescente | Jovens do mundo todo                                                 | Brasiliense       | 100           |
| 63 | Pedro pedreiro                                                           | 1981        | para o público adolescente | Jovens do mundo todo                                                 | Brasiliense       | 93            |
| 64 | Por que raptaram Soraya?                                                 | 1990        | para o público adolescente |                                                                      | Atual             | 108           |
| 65 | Seu Leo e o Pintadinho                                                   | 1991        | infantil                   | Série lagarta pintada                                                | Ática             | 94            |
| 66 | Sob a cruz das estrelas                                                  | 1987        | para o público adolescente | Nossa história                                                       | FTD               | 95            |
| 67 | Trama covarde                                                            | 1992        | para o público adolescente | Veredas                                                              | Moderna           | 70            |
| 68 | Tranquilidade                                                            | 1935        | poemas                     |                                                                      |                   |               |
| 69 | Uma história de medo                                                     | 1992        | para o público adolescente | Série preta                                                          | Livros do tatu    | 45            |
| 70 | Vinda com a neve                                                         | 1982        | para o público adolescente | Girassol                                                             | Moderna           | 40            |